# Meniscomorpha brachydocis
Meniscomorpha brachydocis là một loài tò vò trong họ Ichneumonidae.